# منهاج المسلم
منهاج المسلم كتاب في العقائد والآداب والأخلاق والعبادات والمعاملات، وهو جامع لأصول الشريعة الإسلامية وفروعها. ألفه أبو بكر الجزائري.

## نبذة عن الكتاب
سبب التأليف حسب قول الكاتب هو طلب بعض مريديه من مدينة وجدة بالمغرب الذين سألوه وضع كتاب أشبه بمنهاج أو قانون يشمل كل ما يهم المسلم في عقيدته، وآداب نفسه واستقامة خلقه وعبادته لربه، ومعاملته لإخوانه. فأجاب الإخوة إلى ما طلبوا وألف كتاب منهاج المسلم وشمله بجملة من المبادئ الإسلامية في العقيدة والآداب والأخلاق والعبادات والمعاملات. يحتوي الكتاب على عدة أبواب تبين عقيدة المسلم، والآداب والأخلاق التي ينبغي أن يتحلى بها، كذلك طرفًا من الأحكام الشرعية، وهي على الترتيب التالي، الباب الأول: في العقيدة، الثاني: في الآداب، الثالث: في الأخلاق، الرابع: في العبادات، الخامس: في المعاملات. ألف على الكتاب كتاب بعنوان الإبهاج شرح كتاب منهاج المسلم من تأليف مدحت بن محمد عاشور.

## وصلات خارجية
- منهاج المسلم لتصفح الكتاب.
- سلسلة دروس الجزائري طريق الإسلام